# لاییس
لاییس (پرتغالی: Laís; ۱۱ نوامبر ۱۸۹۹ – ۲۰ دسامبر ۱۹۶۳) بازیکن سابق و مربی فوتبال اهل برزیل بود.
از باشگاه‌هایی که در آن بازی کرده است می‌توان به باشگاه فوتبال فلومیننزه اشاره کرد.
وی همچنین در تیم ملی فوتبال برزیل بازی کرده است.